# 화이트 (잡지)
《화이트》(White)는 대원에서 발행하던 대한민국의 월간 만화 잡지이다. 《Issue》에 비해 높은 연령대를 대상으로 1995년 4월 창간되었으며 《Issue》보다 낮은 연령대를 대상으로 한 《해피》(2000년 7월 창간, 2002년 10월 폐간) 창간 이후 2001년 2월에 폐간되었다. 대원은 《해피》의 창간에 앞서 원래 1일,15일 발행된 《Issue》를 1998년 9월부터 월간으로 변경시켰지만 《화이트》와 포맷이 비슷하여 다음 해 6월 1일자부터 1일·15일 발간되는 형식으로 돌아왔고 2003년에는 4월에 1일+10일+15일 발행, 5월에 15일, 6월~11월까지 1일+15일, 12월에는 1일(그 해 24호)+10일(2004년 1호)+25일(2004년 2호) 발행, 2004년 1월 10일부터 10일+25일 발행되었으며 2006년 1월부터 월간으로 변경됐다. 단행본 레이블은 "화이트 코믹스"(WHITE COMICS/W COMICS)였다. 

## 연재 작품
- 설 / 김기혜
- YOU / 한승원
- 숲의 이름, Fresh / 김진
- 카시카 / 이쯔키 나쯔미
- My Funny Lady, My Funny Baby, Beauty Space / 김지윤
- 아마도 달콤하겠지(Maybe So Sweet) / 나예리
- 다프네 / 신일숙
- 나의 아침을 깨워 줘 / 이은혜
- This / 문흥미
- 에스할름 이야기, 사랑에 관한 몇 가지 허구 / 지혜안
- M.노엘 / 한혜연
- 포스트모더니즘 시티 / 이빈
- 천국의 계단 / 황미나
- 밀레니엄 / 김우현
- 납골당 모녀 / 강현준
- 흙탕물 속의 순정 / 박희정
- 엘리오와 이베트 / 원수연
- 모델 / 이소영
- 소델리니 교수의 사고수첩 / 이정애
- 제멋대로 함선 디오티마 / 권교정
- Monday Man / 김윤이 + 조은하
- 치치스베오 / 김강원
- 도깨비, 서천화원 / 함형숙
- 유리달 아래서 / 고야성
- 댕기소녀 뎐 / 안정희
- 사랑보다 아름다운 유혹 / 이현숙

## 같이 보기
- 마인
- 나인
- 오후
- 허브